# Nicolás Accame
Nicolás Cruz Accame (Buenos Aires, 14 de noviembre de 1880 - 8 de enero de 1963) fue un militar argentino que ejerció diversos cargos de importancia durante las primeras presidencias radicales y la década infame.

## Carrera
Egresó del Colegio Militar de la Nación en el año 1899, y prestó servicios en unidades de las armas de infantería e ingenieros. Tras una residencia de estudios en el Imperio Alemán, fue jefe del Regimiento de Infantería 3 y fue profesor en la Escuela de Caballería y en el Colegio Militar. Fue agregado militar en la embajada argentina en Roma, Italia, en 1923. Durante esta estadía simpatizó con el naciente fascismo, y a su regreso entabló vínculos con la Legión Cívica.
Apoyó el golpe de Estado de 1930 y formó parte de la comisión fundadora de la Legión Cívica; se vinculó fuertemente con el dictador José Félix Uriburu.
Tras ser ascendido al grado de general, comandó la 3.ª y la 1.ª Divisiones del Ejército Argentino, y representó a este en varias misiones diplomáticas y en el viaje del presidente Justo a Brasil y Uruguay. En 1936, su ayudante personal, el mayor Guillermo Mac Hannaford fue acusado de haber entregado documentos secretos al Paraguay, causa por la que sería degradado y condenado a cadena perpetua.
En el año 1937 fue uno de los fundadores de la Alianza de la Juventud Nacionalista (AJN), una organización paramilitar de tendencias nacionalistas, paternalistas y antisemitas. Pasó a retiro militar en 1942. Fue acusado por calumnias e injurias por el senador Lisandro de la Torre, aunque resultó absuelto.
Fue sindicado repetidamente como partidario del nazismo en la Argentina, aunque nunca fue acusado de acto concreto alguno en ese sentido. De hecho, pese a su conocida identificación con el nacionalismo, ya en épocas del presidente Ramón Castillo dio su apoyo,  junto a otros altos oficiales de corriente más liberal, a los esfuerzos que estaba haciendo el ministro de Guerra de aquel, Juan Tonazzi, para combatir el avance totalitario en la argentina.
En 1945 fue embajador argentino ante el Brasil, continuando en su cargo durante el primer año de la presidencia de Juan Domingo Perón, que en 1947 lo nombró representante ante la Conferencia de Cancilleres en Río de Janeiro y embajador ante la Santa Sede. Fue el encargado de entregar las donaciones y ayudas argentinas a Italia, devastada por la Guerra Mundial, lo que le valió un agradecimiento del Papa Pío XII.
A lo largo de su vida publicó una gran cantidad de artículos y libros sobre temas históricos y estratégicos, a los que se le sumaron algunas obras puramente literarias.
Falleció en Buenos Aires en el año 1963. Estaba casado con Elviera Scherer.

## Obra escrita
- “Cannae” y el modo de operar de San Martín. La doctrina de Schlieffen en la gran guerra. Cannae en una futura guerra sudamericana (1921)
- Napoleón: el hombre, el guerrero, el estadista y el legislador
- Diálogos de los Dioses del Tridente (1944)
- A través de la Patagonia
- La "Biblioteca del Oficial" (1956)